# Camino de la Lengua Castellana
El Camino de la Lengua Castellana es un recorrido cultural establecido en España sobre los lugares de origen y expansión del castellano en la Edad Media. Comienza en San Millán de la Cogolla (La Rioja), continúa en Santo Domingo de Silos, Valladolid, Salamanca y Ávila (Castilla y León), y finaliza en Alcalá de Henares (Madrid).

## Creación
Este itinerario cultural nació en 1998 por iniciativa de la comunidad autónoma de La Rioja. Y en el año 2000 se constituyó la Fundación Camino de la Lengua Castellana con el objetivo de promocionar dicha ruta turística.

## Recorrido

### San Millán de la Cogolla
El Monasterio de San Millán de Yuso alberga las Glosas Emilianenses, que son pequeñas anotaciones manuscritas a un códice en latín, realizadas en varias lenguas: entre ellas el propio latín, un romance hispánico (bien un castellano medieval con rasgos riojanos o un navarro-aragonés en su variedad riojana) y euskera.

### Santo Domingo de Silos
El Monasterio de Santo Domingo de Silos contiene las Glosas Silenses, que son comentarios en lengua romance peninsular, realizados por copistas medievales en los márgenes de un códice en latín. Datan de finales del siglo XI y, al igual que las Glosas Emilianenses, su finalidad es aclarar los pasajes oscuros del texto latino.

### Valladolid
En este lugar pueden visitarse la Casa Museo Zorrilla, la Casa Museo Cervantes y la Casa Museo Colón.

### Salamanca
Ofrece un recorrido por la Universidad de Salamanca, la cual es la más antigua en operación de España y la tercera más antigua de Europa. La ciudad es además la cuna de la Gramática Castellana. Además puede hacerse una visita a la Casa Museo Unamuno.

### Ávila
Además de contemplar su célebre muralla medieval, en esta localidad pueden conocerse el Monasterio de la Encarnación, el Convento de Santa Teresa y el Convento de San José.

### Alcalá de Henares
Por ser la ciudad natal de Miguel de Cervantes, ofrece la visita a la Casa Natal del autor del Quijote, la Plaza Cervantes y la Universidad de Alcalá, donde el 23 de abril de cada año se entrega el Premio Cervantes.

## Reconocimientos
Fue reconocido como Itinerario Cultural Europeo (2002) y Gran Ruta Cultural del Consejo de Europa (2004)